# Trio per a piano núm. 1 (Schubert)
El Trio núm. 1 en si bemoll major per a piano, violí i violoncel D. 898, és una obra de cambra composta per Franz Schubert durant l'any 1827 i que va acabar el 1828, mesos abans de morir. Va ser publicada el 1836 com a Opus 99, vuit anys després de la seva mort. Com el Trio per a piano núm. 2 és una obra excepcionalment gran com a trio per a piano. La seva interpretació dura uns 40 minuts.

## Estructura
Aquest trio per a piano està format per quatre moviments:
- Allegro moderato
- Andante un poco mosso
- Scherzo. Allegro
- Rondó. Allegro vivace

El primer moviment (compàs 4/4 i tonalitat de si bemoll major) és en la forma sonata. L'exposició consta de dos temes principals. El primer tema es caracteritza per ritmes amb puntet i frases d'una llargada irregular; el segon tema, en contrast, conté melodies més líriques i frases regulars. Com és habitual en una obra clàssica, la secció del desenvolupament s'expandeix sobre ambdós temes, arribant a tonalitats remotes i sovint turbulentes. En el darrera secció del desenvolupament, presenta versions fragmentades del tema principal en una successió de tonalitats, progressivament més a prop de la tonalitat central.
El segon moviment (compàs 6/8 i tonalitat de mi bemoll major) té el caràcter d'una cançó de góndola, amb una melodia molt expressiva i un ritme de balanceig. Com en altres moviments lents tardans de Schubert, hi ha una secció que contrasta clarament, més tempestuosa. Ben aviat, però, la calma retorna.
El tercer moviment (compàs 3/4 i tonalitat de si bemoll major) és un minuet clàssic. L'scherzo presenta un contrapunt pesat, amb els tres instruments que s'imiten constantment. La secció del trio és un vals tranquil.
El tema principal del darrer moviment (un rondó en compàs 2/4 i tonalitat de si bemoll major) s'assembla a una de les cançons de Schubert, "Skolie", tot i que aquesta semblança podria ser accidental. Preval un ritme de dos compassos que dona la impressió que més que un compàs de 2/4 sigui alla breve. Les seccions en compàs 2/4 són interrompudes tres vegades per passatges en un compàs de 3/2, en l'estil d'una polonesa. Hi ha qui dona més credibilitat a la teoria que la blanca és en realitat la unitat de temps bàsica en aquest moviment. La música acaba amb la indicació de Presto.